# 神話・伝説に登場する英雄一覧

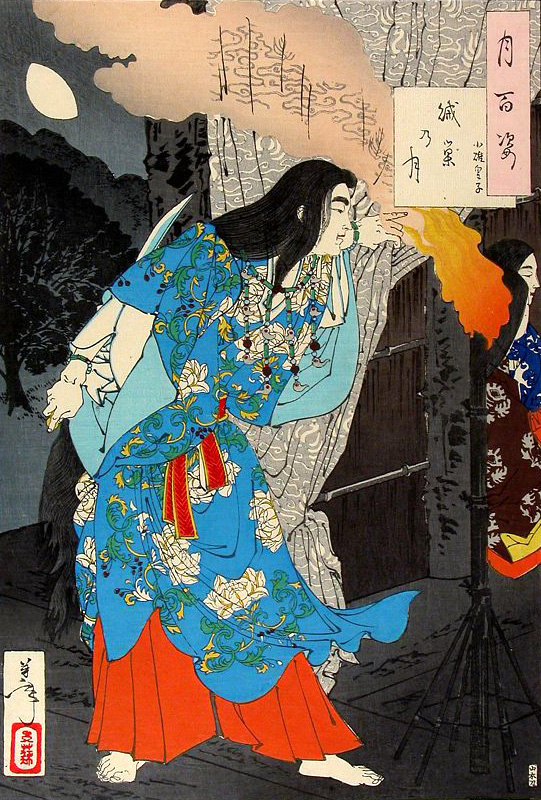
ヤマトタケル（月岡芳年画）

神話・伝説に登場する英雄一覧（しんわ・でんせつにとうじょうするえいゆういちらん）では各神話や伝説、叙情詩において登場する英雄を列記する。

## 日本
- スサノオ
- ヤマトタケル
- 吉備津彦命
- 桃太郎
- クマソタケル
- 八郎太郎
- 神功皇后
- 武振熊
- 坂上田村丸（坂上田村麻呂）
- 鈴鹿御前
- 万事万三郎
- 両面宿儺
- 藤原俊仁（歴史上の人物については藤原利仁）
- 藤原保昌
- 藤原秀郷
- 源頼光
  - 渡辺綱
  - 卜部季武
  - 碓井貞光
  - 坂田金時
- 牛若丸
  - 弁慶
  - 常陸坊海尊
  - 鬼一法眼
  - 源為朝
- 甲賀三郎
- 黒姫
- ポンヤウンペ
- シトナイ
- 風魔小太郎
- 百合若

## 中国
- 羿
- 禹
- 孫悟空
- 太公望
- 玄奘（三蔵法師）
- 顕聖二郎真君
- リン・ケサル
- ナタ
- 雷震子
- 聞仲 - 商の太師。殷の最強の将の一人。商軍を率いて西岐を攻める。額に第三の瞳を持つ。封神されて九天応元雷声普化天尊となる。
- 黄飛虎 - 商の鎮国武成王。五色神牛に跨る。妻と妹を殺された事で造反を決意し、後に周の開国武成王に就任した。封神されて東岳泰山斉天仁聖大帝となる。
- 穆王 (周)
- ボルテ・チノ
- 盤瓠
- 干将・莫耶
- 関帝
- 穆桂英
- 木蘭
- 樊梨花
- 林冲
- 燕青
- 史進
- 呼延灼
- 扈三娘
- 厳詠春
- 聶隱娘 - ９世紀ころに書かれた唐代伝奇小説「聶隠娘」に登場する女侠。後代の中国で創作される女侠の元祖にあたる。

## 朝鮮
- 東明聖王

## 北モンゴル
- ジャンガル

## ベトナム
- 貉龍君

## ビルマ
- ピューソーティー(英語版)

## マレーシア
- ハン・トゥア(英語版) -マレーシアの伝説に登場する英雄。15世紀のマラッカ王国に仕えた人物。マレー人に最も人気のある歴史上の国民的英雄。マジャパヒト最強の武術家との試合に勝利し魔法の短剣クリスを手に入れるなどの活躍をする。彼の歴史的存在については、多くの疑問と論争が残っている。

## タイ神話
- ルワン王

## インド

アルジュナ

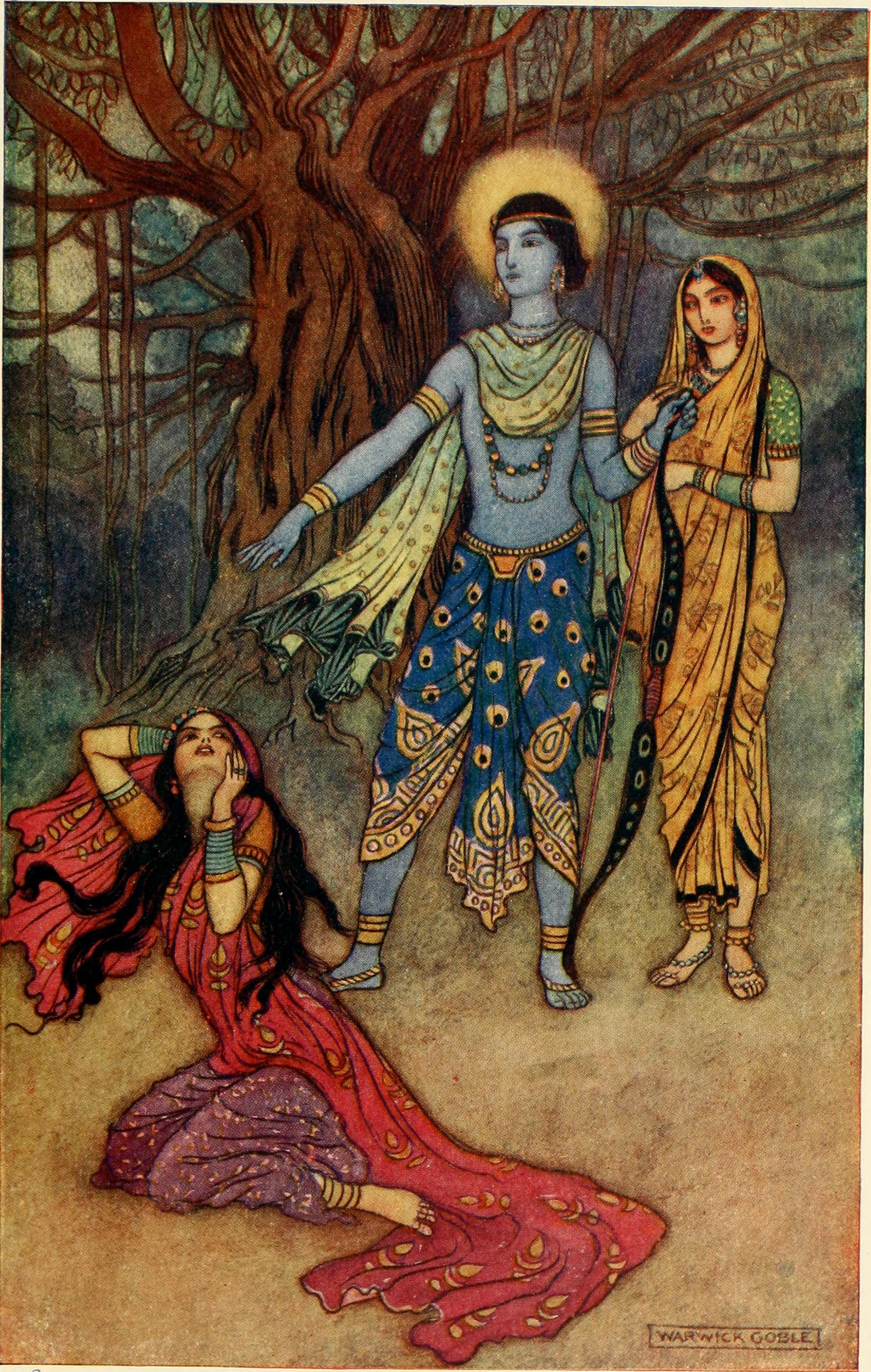
ラーマ、中央の青い人物

- ラーマ
- パラシュラーマ
- クリシュナ
- ビーシュマ
- アルジュナ
- カルナ
- アシュヴァッターマン
- ドローナ
- クリパ
- バララーマ
- ビーマ
- ドゥルヨーダナ
- ユディシュティラ
- ナクラ
- サハデーヴァ
- サーティヤキ
- インドラジット
- トリヴィクラマセーナ王
- リシャバ
- バーフバリ (ジャイナ教)
- ドリシュタデュムナ
- シカンディン
- ガトートカチャ
- アビマニユ
- サナト・クマーラ
- イクシュヴァーク

## イスラエル
- モーセ
- ノア (聖書)
- エノク
- アロン
- ヨシュア
- ダビデ
- ソロモン
- ユダ・マカバイ
- ヤコブ (旧約聖書)
- サムソン
- ギデオン
- デボラ
- ユディト
- マルタ

## トルコ
- ゲオルギオス(聖ジョージ・カッパドキア出身)
- アンティオキアのマルガリタ
- アセナ

## ロシア
- イワン王子
- イリヤー・ムーロメツ
- ドブルィニャ・ニキーティチ
- アリョーシャ・ポポーヴィチ
- ヴォルフ
- マリヤ・モレヴナ（英語版）

## ウクライナ

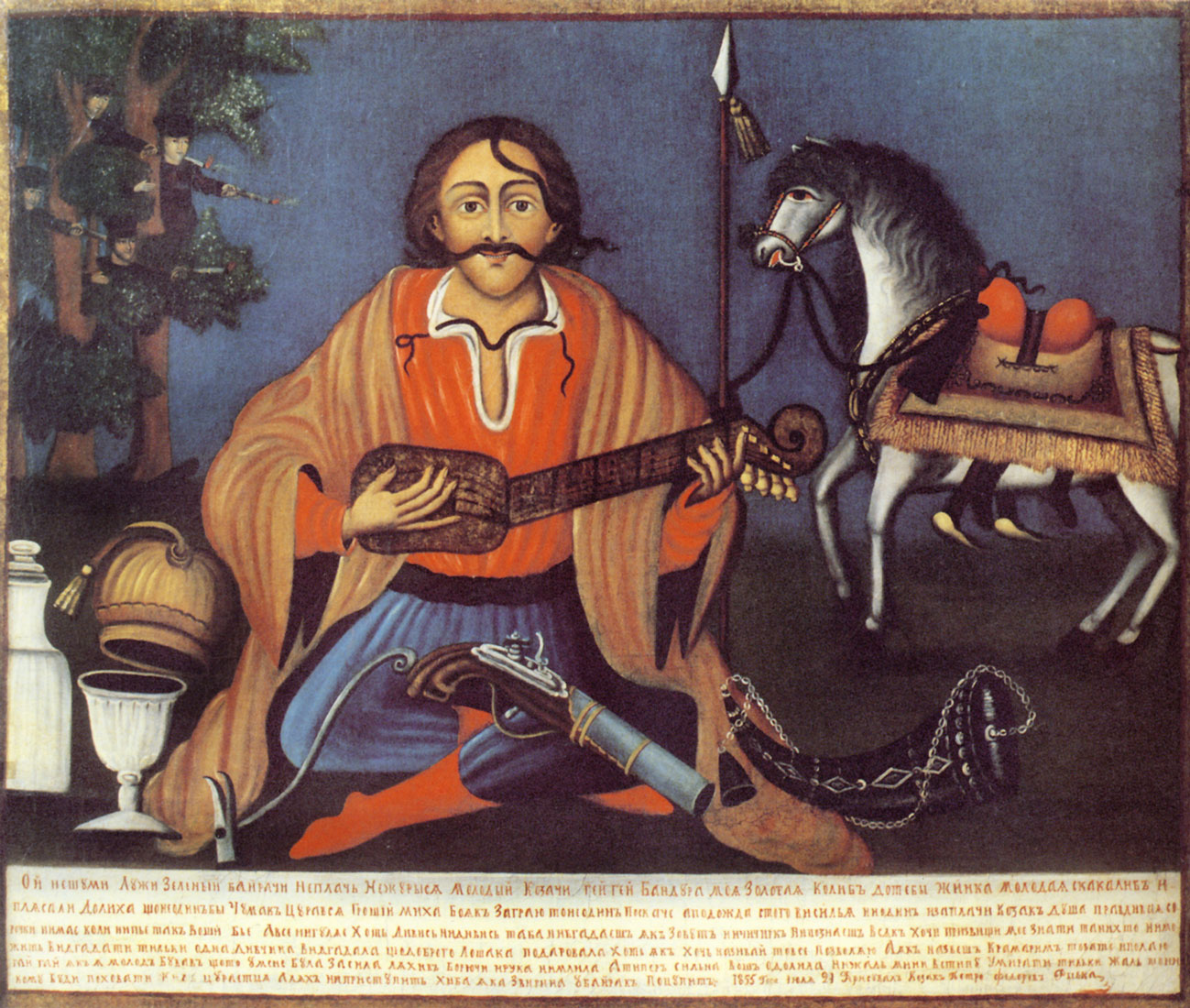
コサック・ママーイ

- コサック・ママーイ

## 北欧
- シグムンド
- シグルズ(ジークフリート)
- スヴィプダグ
- スキールニル
- フロールヴ・クラキ
- ホテルス(ヘズ)
- オレルス(ウル (北欧神話))
- マグニ
- ヘグニ (ヘグニ王)
- シャールヴィ
- ヘルギ
- ダグ
- ベオウルフ
- ヘルヴォル
- ヴォルスング
- シンフィヨトリ
- フロームンド
- ブリュンヒルド
- ラグナル・ロズブローク
- アスラウグ
- アルビダ
- アムレート
- アースムンド
- ノルナゲスト
- 雄鮭のケティル
- ハキ(英語版)
- ハグバルズ(英語版)
- ヒャールマル(英語版)
- アウルヴァンディル(英語版)
- オルヴァル・オッドル(英語版)
- ハディング (英語版) - 『デンマーク人の事績』に登場する英雄。デンマーク王グラムを父に持ち、オーディンの加護を受けた英雄。
- スタルカド (英語版) - 8本の腕を持つ巨人、またはその巨人の人間の孫。英雄的な行為だけでなく多くの罪を犯した戦士。トールの悪意とオーディンの加護を受け常人の3倍の寿命を生きる。
- ボズヴァル・ビャルキ

## イギリス
- アーサー王
  - ランスロット
  - ガラハッド
  - ガウェイン
  - モルドレッド
  - パーシヴァル
  - トリスタン
  - ベディヴィア
  - ベイリン
  - ガレス
  - ラモラック
  - ボールス
  - ユーウェイン
  - マーハウス
  - ペレアス
  - パロミデス
- トロイのブルータス
- ダヴェドの大公プイス
- キルッフ
- コリネウス
- ロビン・フッド
- タム・リン
- ブリトマート - 叙事詩『妖精の女王』第三巻『ブリトマートの貞節の物語』の主人公、第五巻の主人公アーティガルの運命の恋人でもある男装の騎士、美しい女騎士。
- アーティガル - 叙事詩『妖精の女王』第五巻の主人公、主神ジュピターの黄金の剣と鉄人タラス、アキレウスの鎧の所有者。女神アストライアに教育を受けた当代最強の騎士。しかし、彼は相手の顔を見ようと相手の兜を取ると、顔を隠す強気の美女に弱い。暴君グラントートーから王位と国を奪われた乙女アイリーナの訴えを受けた妖精の女王によって冒険を命じられた道中にて武勇と正義によって黄金の剣『クリセイオー』を振るい暴君を打ち倒した。

## イタリア
- ロムルス
- レムス
- トゥルヌス
- エウアンドロス
- ヌマ・ポンピリウス
- 聖ロンギヌス
- クリストフォロス(伝承では聖クリストフォロスはレプロブスという名前のローマ人だったという)
- 女戦士ドラシッラ- イタリア北部の物語、双子の王女の一人
- マルモッタの姫ルヤンタ- イタリア北部の物語、双子の王女の一人

## スペイン
- エル・シッド
- アマディス・デ・ガウラ
- ベルナルド・デル・カルピオ
- パルメリン・デ・オリーバ
- イスパ(英語版)

## ケルト神話
- クー・フーリン
- フィン・マックール
- スカサハ
- クー・ロイ
- フェル・ディアド
- オイフェ
- フェルグス・マク・ロイヒ
- コンホヴァル・マク・ネサ
- ロイガレ・ブアダハ
- ディルムッド・オディナ
- オスカー (アイルランド神話)
- オシアン
- コンラ
- ドゥフタハ
- クースクリド・メン
- コナル・ケルナハ（英語版）
- ガルヴ・マク・スタルン
- グウィディオン
- ゴル・マックモーナ（英語版）
- ボーウァル（英語版）
- ルガイド・マック・コン-アイルランドの伝説『古老たちの語らい』の5大英雄の一人。他の4人はクー・フーリン、フィン・マックール、長腕のルー、コナル・ケルナハ（英語版）。
- アマーギン（英語版） - アイルランドの伝説『古老たちの語らい』の5大詩人の一人。最古の詩人にして、預言者。魔法使いともされる。

## フランス
- ローラン
- オリヴィエ
- ルノー・ド・モントーバン
- オジェ・ル・ダノワ
- モージ (魔法使い)
- ブラダマンテ
- アストルフォ
- ルッジェーロ
- ジャンヌ・ダルク
- マンドリカルド
- ロドモンテ(英語版)
- マルフィーザ(英語版) - ルッジェーロの妹。トップクラスの戦闘力の持ち主で、戦場では無敵に近いオルランドに汗をかかせたこともある。
- ユオン・ド・ボルドー
- 熊のジャン

## スイス

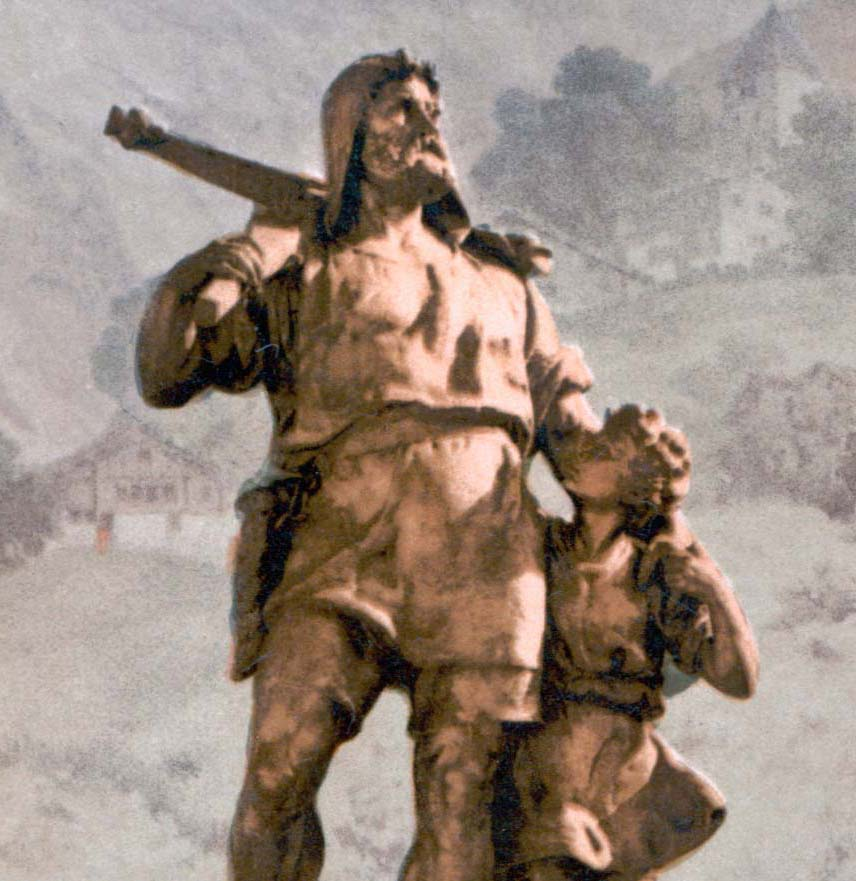
ウィリアム・テル

- ウィリアム・テル

## ドイツ
- ジークフリート
- ディートリヒ・フォン・ベルン
- マンヌス
- ヒルデブラント
- ヴィテゲ
- ハイメ (伝説の人物)
- ハゲネ
- 聖ウルスラ

## ギリシア

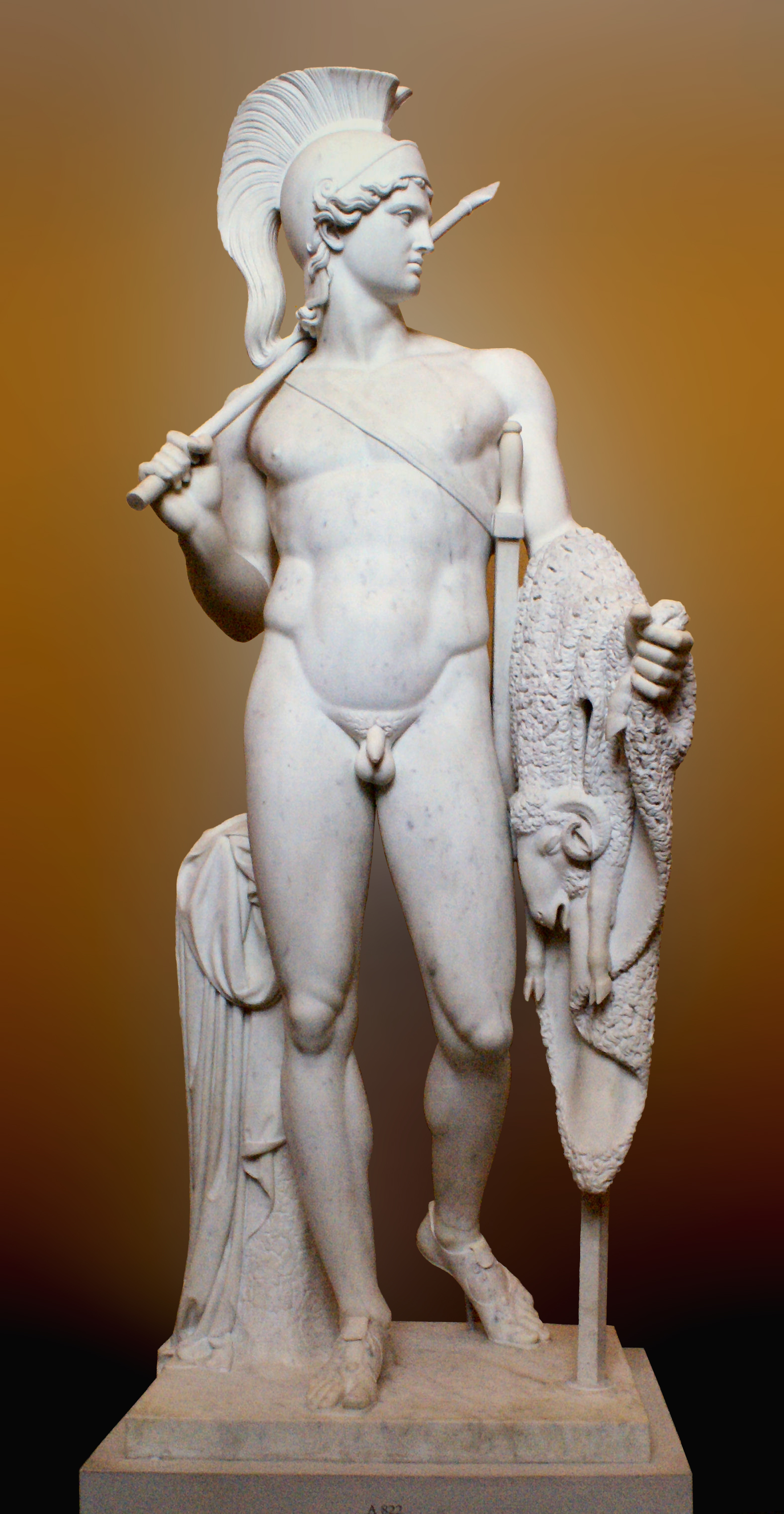
イアーソーン

- ギリシア神話
  - ヘーラクレース(ヘラクレス）
  - テーセウス（テセウス）
  - ペルセウス
  - カドモス
  - ベレロポーン
  - アンカイオス
  - モリオネ
  - トリプトレモス
  - オリオン
  - メレアグロス
  - オルペウス
  - テューデウス
  - ディオスクーロイ
  - アタランテー
  - テラモーン
  - ペーレウス
  - イーピクレース
  - カイネウス
  - ペロプス
  - オトレーレー
  - ヒッポリュテー
  - イーダース
  - イアーソーン（イアソン）

- トロイア戦争関係者
  - アキレウス
  - オデュッセウス
  - ディオメーデース
  - メムノーン
  - アイアース
  - アガメムノーン
  - ヘクトール（ヘクトル）
  - アイネイアース
  - ピロクテーテース
  - キュクノス
  - パラメーデース
  - ペンテシレイア
  - パトロクロス
  - パリス
  - テウクロス
- 中世ギリシア
  - ディゲネス・アクリタス

## オセット
- バトラズ
- ソスリコ
- サタナ
- サイネグ・エルダル
- ウリュズメグ
- アミラニ
- アサマズ(ロシア語) - ナルト叙事詩の大英雄、ナルトのアツァの息子。歌手で音楽家、素晴らしい金のフルートを所有。彼が演奏すると動物は踊り、山が動き、太陽と月はより明るく輝く。さらには自らを雷電に姿を変えることができる。

## グルジア
- 豹皮の騎士

## アラビア
- アンタル - 6世紀アラビアの詩人で戦士でもあったアンタラ・イブン・シャッダード (Antarah ibn Shaddad）の別名。アラビアの英雄物語『アンタル物語 (Sīrat'Antaribn Shaddād)』の主人公。

## ペルシア
- ジャムシード
- フェリドゥーン
- ロスタム
- ガルシャースプ
- サーム
- アーラシュ
- ザール (シャー・ナーメ)
- タフムーラス
- アフラースィヤーブ
- カユーマルス
- アミール・アルサラーン（英語版） - 魔神Fulad-zerehとの戦い、ルーム（コンスタンティノープル）の王子。
- イスファンディヤール（英語版） - ペルシアの叙事詩『シャー・ナーメ』に登場する不死身の英雄。彼に鎖と鎧と神の祝福を与えた。ロスタムと同じような七つの武勇伝を持ち、青銅の体を持つ、大英雄ロスタムの宿敵として描かれた。

## ポリネシア神話
- マウイ
- タファキ(英語版) - タファキ(Tawhaki)はマオリの神話に登場する半神の英雄。神斧マレレヌイマルアトア（Marere-nui-marua-to'a）と魔法の網トゥクトゥクラホヌイ（Tukutuku-raho-nui）の持ち主、雷の女神ウハイタリの孫であり、雷を纏ってみせ、神々が惹きつけられ、数々の嫉妬を買うほどの類稀なる美貌を誇る。神に洪水を起こしてもらって敵対した義兄弟たちを皆殺しにしたこともある。
- クペ(英語版) - 斧で巨蛸を退治し島をも切り分けたマオリ神話の偉大なる航海者。

## ハワイ神話
- カマプアア

## ミクロネシア
- オロファト(英語版) - ミクロネシア神話のカロリン諸島における半神、英雄神。トリックスターの役割を持つ。文化神ルーカイランと人間の女の息子であり、一説では至高神ルケ・ラングの長子邪神。

## シュメール
- ギルガメッシュ
- エンキドゥ
- アッガ

## アッシリア
- ニムロド
- アクハト

## アルメニア
- ハイク・ナハペト
- 美麗王アラ
- トルク・アンゲグ(英語版)
- サスーンのダビデ

## キルギス
- マナス

## カザフスタン
- アルパムス・バトゥル（英語版）

## ウズベキスタン
- ケンジャ・バティル

## ヒッタイト
- フパシヤシュ - ヒッタイト神話の人間英雄Hupasiyas。竜神イルルヤンカシュを退治し、神の一員となる。女神イナラシュの夫となるが、家族のもとに戻りたいと訴えたため殺された。

## フィンランド神話
- ワイナミョイネン
- イルマリネン
- レンミンカイネン

## ハンガリーの民話
- ラドカーン
- バートリ・オポシュ -  Vitus Báthory。エチェドの沼地の竜を殺し、名門貴族・バートリ家の始祖と言われる英雄。

## ルーマニア
- アゲラン

## セルビア
- ストイシャとムラデン

## スロベニア
- クルースニク

## ポーランド
- クラクス（英語版） -クラクフの伝説的な建設者、怪物スモークを倒した英雄。彼の伝説も「英雄クラクス伝説」（日本語題）として収録されている。
- ユライ・ヤーノシーク

## ラトビア
- ラチプレシス（英語版）

## エストニア
- カレヴィポエク（英語版） - エストニアの国民叙事詩、またその主人公である神話的大英雄の名前。彼はフィンランドに乗り込み、魔法使いと戦い、頭をぐちゃぐちゃに叩きのめした。この後、冥界の宮殿に行って王を倒して3人の乙女を助けたり、世界の果てまで航海したり冒険をする。また、エストニアへの侵略者たちと戦い撃退する。彼がときどき右手を抜こうとすると、地面が揺らぎ、海が荒れる。いつの日にか彼が手を岩から引き抜いてこの世に戻って来るとエストニアの新たな繁栄が始まる。

## チェコ
- リブシェ
- ブルンツヴィーク

## リトアニア
- ネリンガ

## アフリカ
- アナンシ
- ムウィンド（英語版）
- スマングル・カンテ
- スンジャタ・ケイタ
- ツォエデ(英語版)
- ニイカング

## バシュコルト
- ウラル･バトゥル（英語版） (Урал батыр эпосы)

## シベリア
- アルティン・アリーグ（Алтын-Арыг） - シベリアの伝承[注 1]に登場する女性英雄。騎馬民族長の一人娘として生まれ、男の仕事に手を出すなと父に叱られたので、その言葉に怒った彼女は、勇者さえも恐れる蛇の王子を退治する旅に出る。彼女の剣はそれを見事に貫き、捕らわれの勇者を助け出した。偉大な英雄すら恐れる蛇の王子を退治して実力を認めさせ、族長となった。のちに結婚したが、夫を自分の助手として使ったという。

## インカ神話
- マンコ・カパック

## マヤ神話
- フンアフプーとイシュバランケー

## アステカ神話
- トピルツィン(英語版) - アステカ神話に登場する王。ケツァルコアトルを名乗り同一化された。10世紀のトルテカ帝国の支配者として最後の王とも言われる。

## 北米
- ポール・バニヤン
- ペコス・ビル
- 怪傑ゾロ
- ナナボーゾ(英語版) - 北米オジブワ族の伝承に伝わる半神のトリックスター。またトリックスター象徴たるウサギの姿、人間の大人や子供の姿にまで様々な姿に変化する、巨人を倒す、大蛇殺しの神話の大英雄。北米の神話における最強のトリックスターの一角である。

- スカタカームチャ- 北米ヤヴァパイ族の伝承に伝わる英雄。世界規模の洪水の唯一の生存者であった、最初の女性Komwidapokuwiaの孫。彼女の名前はSkatakaamcha、巨鳥殺しの文化英雄。

- パハンナ(英語版)  - 北米ホピ族の伝承における救世主。彼の名前はpahana、弓氏族の首長の息子で、かつてグレートスピリットに命じられて石版を持って東に旅立ち、いつか元の土地で待つ“赤い弟”のもとに帰ってくるとされる神話の大英雄。